# Hueso alveolar
Se denomina hueso alveolar al hueso del maxilar o mandíbula que contiene o reviste las cuencas o alvéolos, en las que se mantienen las raíces de los dientes. Es un hueso fino y compacto con múltiples y pequeñas perforaciones, a través de las cuales pasan los vasos sanguíneos, los nervios y los vasos linfáticos. 
Es, por tanto, hueso alveolar aquel hueso ya sea del maxilar superior o de la mandíbula que contiene las raíces de los dientes. Si fuese posible mirar un cráneo que ha estado perdiendo dientes, se vería que los huesos maxilares no son sólo planos óseos horizontales. Dentro del hueso hay pequeños cráteres que marcan el lugar donde los dientes deben insertarse. Estos espacios son los alvéolos, y sus paredes se llaman procesos alveolares. Conforme el diente va saliendo a través de la encía, el proceso alveolar se desarrolla alrededor de los dientes para ayudar a sostenerlos dentro de los maxilares.